# Чжухоу

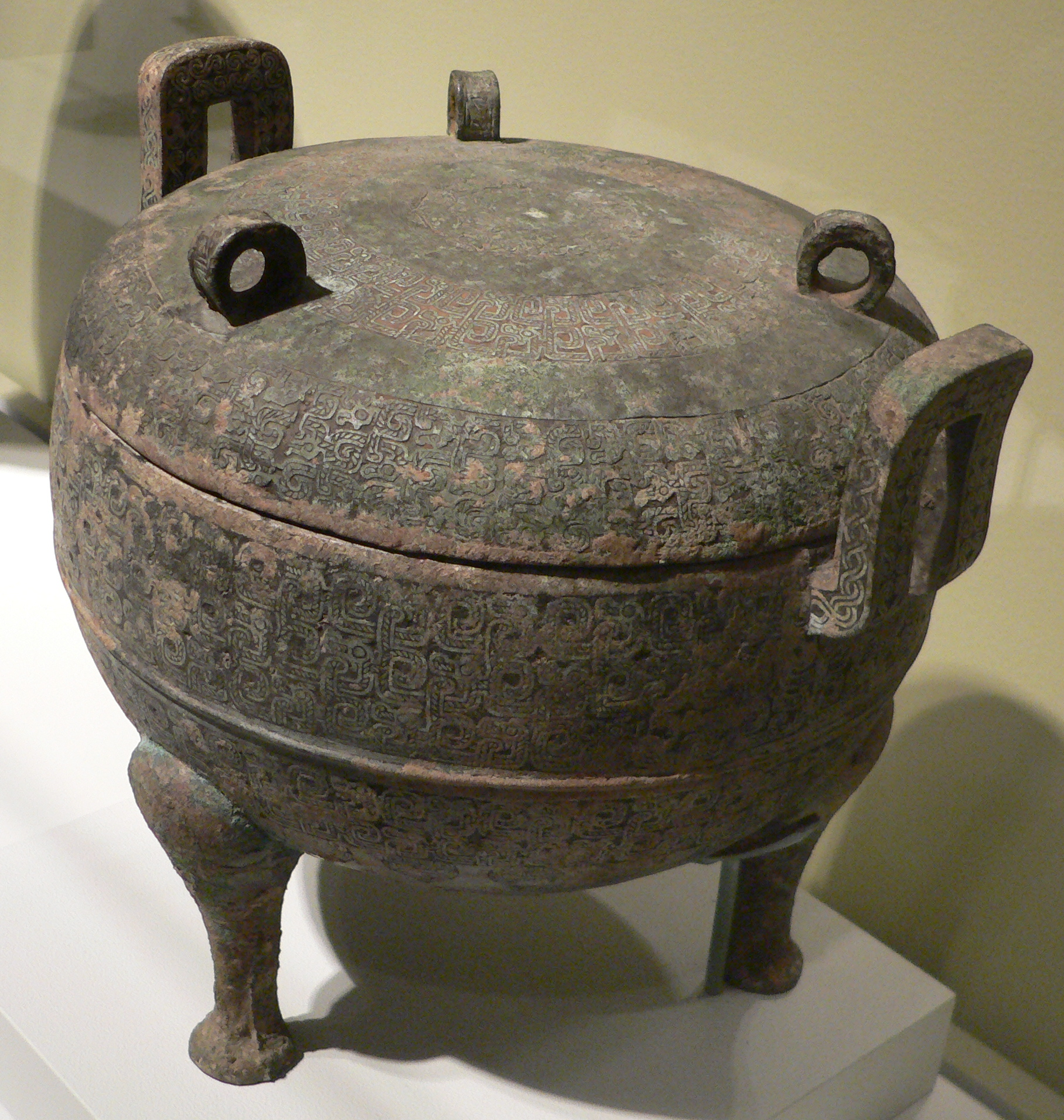
Бронзовый треножник дин (V век до н. э.). При погребении чжухоу полагалось иметь семь таких треножников.

Чжухоу (诸侯 zhūhóu) — обобщающее название китайской аристократии времён эпохи Чжоу, имеющих один из пяти титулов: гун, хоу, бо, цзы, нань. Буквальный перевод «все хоу». В научной литературе устоявшегося перевода на русский язык не имеется. В различных трудах переводится как «владетельные князья», «местные правители», «высшие сановники» и тому подобными сочетаниями. Переводя «чжухоу» как «различные князья», Х. Г. Крил указывает, что в эпоху Чжоу названия различных титулов употреблялись достаточно свободно. Го Можо также подчеркнул, что первоначально термин «чжухоу» не являлся обозначением рангов в современном понимании, и что в древности чжухоу в пределах своего владения мог именоваться и ваном.
Согласно официальной китайской историографии, понятие «чжухоу», связанное с передачей власти по наследству, существовало уже в легендарную эпоху Ся, но тогда речь шла о полунезависимых государственных образованиях, являвшихся частью союза племён: системы наделения владениями ещё не существовало. Чжоуский император У-ван создал систему наследственных владений и пяти рангов. Всего такие пожалования получили 55 родственников императора. Кроме того, в ранг чжухоу были возведены боевые соратники У-вана. По свидетельству Сыма Цяня, У-ван признал в качестве чжухоу и «потомков древних правителей»; всего в начале эпохи Чжоу чжухоу насчитывалось около 200. Семьи чжухоу были связаны между собой и с семьёй чжоуского вана брачными союзами.
В эпоху Чжоу правитель должен был иметь семь заупокойных храмов предков; чжухоу имели право на пять, персоны более низких рангов — на три или один. При погребении чжухоу полагалось использовать семь бронзовых треножников; норма количества гробов и саркофагов в эпоху Чжоу ещё не установилась: по археологическим данным, при захоронении персон ранга чжухоу использовались два гроба и один саркофаг